# Lispe songensis
Lispe songensis este o specie de muște din genul Lispe, familia Muscidae, descrisă de Zielke în anul 1970.
Este endemică în Congo. Conform Catalogue of Life specia Lispe songensis nu are subspecii cunoscute.